# Strutter
«Strutter» es una canción de la banda estadounidense de hard rock Kiss, lanzada en el álbum de debut Kiss de 1974. La canción fue lanzada como el tercer sencillo de dicho álbum.
Strutter es una de las pocas canciones de la banda  escritas por los dos líderes, Gene Simmons y Paul Stanley en conjunto: Stanley escribió la letra para una canción a la cual Simmons ya había compuesto la música, llamada "Stanley the Parrot". La letra que escribió Stanley muestra un poco de las influencias que poseía de Bob Dylan.
Se considera a la canción como una de las favoritas entre los fanáticos más fieles a la banda, razón por la cual ha sido tocada en la mayoría de conciertos de Kiss. La banda también realizó una nueva versión de la canción en 1978 para su álbum Double Platinum donde incluían a varios de sus grandes éxitos. Allí, la titularon "Strutter '78". Por estas razones, la canción también ha sido incluida en varios álbumes de la banda, ya sean en vivo o recopilatorios, tal es el caso de Alive!, Smashes, Thrashes & Hits en la cual fue remezclada, Kiss Symphony: Alive IV, y más recientemente en el disco KISS 40, en este, al igual que en Double Platinum recibe el nombre de "Strutter '78". La canción fue promovida y conocida como "Presumido 78."
Una versión de la canción fue interpretada por The Donnas, la cual apareció en la película Detroit Rock City de 1999 así como también por la banda Extreme en el álbum tributo a la banda lanzado en 1994 Kiss My Ass: Classic Kiss Regrooved.
También apareció en los videojuegos de Guitar Hero II (ambas versiones) y en Grand Theft Auto: San Andreas en la estación de radio K-DST,